# Meisje van Teteringen
Het Meisje van Teteringen is de naam van het meisje dat op eerste kerstdag 1990 dood is gevonden in het bosperceel Cadettenkamp bij Teteringen. Ze is vermoedelijk van Marokkaanse afkomst. Men schatte haar leeftijd tussen 15 en 25 jaar. Haar lichaam toonde sporen van geweld en verhongering. Het meisje bleek ook vastgebonden te zijn geweest. Haar lichaam was gewikkeld in een bruine deken en een vloerkleed. Haar hoofd was bedekt met een rode doek. 
De politie heeft destijds een onderzoek ingesteld maar een dader werd nooit gevonden.

## Cold case
Op 10 oktober 2006 is het meisje opgegraven om DNA-onderzoek uit te voeren. Het onderzoek werd eerder dat jaar heropend als cold case. Eerder was de politie op een dood spoor beland toen er in de buurt een Belgische auto was gestrand; de inzittenden bleken onschuldig.

## Herdenkingsbord
Journalist Theo Jongedijk heeft zich ingespannen om de zaak meer aandacht te geven, waaronder het schrijven van een boek en het plaatsen van een herdenkingsbord met een QR-code nabij de vindplaats in juni 2021. Het bord werd snel gestolen door onbekenden.